# Michael McClure
Michael McClure (Marysville, Kansas, 20 de octubre de 1932-Oakland, California, 4 de mayo de 2020) fue un poeta, dramaturgo, compositor y novelista estadounidense. Después de trasladarse a San Francisco cuando era joven, adquirió fama como uno de los cinco poetas (entre quienes se encontraba Allen Ginsberg) que realizaron la lectura pública en la Six Gallery en 1955, que fue representada en la novela The Dharma Bums de Jack Kerouac. Pronto se convirtió en un miembro clave de la generación beat y fue inmortalizado como el personaje Pat McLear en la novela Big Sur de Kerouac.

## Biografía
Estudió en la Universidad Estatal de Wichita (1951-1953), la Universidad de Arizona (1953-1954) y la Universidad Estatal de San Francisco (B.A., 1955). Publicó su primer libro de poesía, Passage, en 1956, con la ayuda del editor y poeta Jonathan Williams. Su poesía estaba impregnada de una conciencia de la naturaleza, especialmente en la conciencia animal que a menudo permanece latente en la humanidad. Esta afinidad por el mundo animal lo llevó en 1966 a leer poesía a los leones en el Zoológico de San Francisco.
Publicó ocho libros de obras de teatro y cuatro colecciones de ensayos, incluidos ensayos sobre Bob Dylan y el medio ambiente. Sus catorce libros de poesía incluyen Jaguar Skies, Dark Brown, Huge Dreams, Rebel Lions, Rain Mirror y Plum Stones. Su trabajo como novelista incluye los libros autobiográficos The Mad Cub y The Adept.
El 14 de enero de 1967, leyó en el evento Human Be-In en el Golden Gate Park de San Francisco y trascendió su identidad anterior para convertirse en un miembro importante de la contracultura hippie de la década de 1960. Barry Miles se refirió a McClure como "el príncipe de la escena de San Francisco".
Más tarde, cortejó la controversia como dramaturgo con su obra The Beard. La obra habla de un encuentro ficticio en el más allá entre Billy the Kid y Jean Harlow y es una exploración teatral de su teoría de "Política de la carne" ("Meat Politics").
Otras obras de McClure incluyen Josephine The Mouse Singer y VKTMS. Tuvo una carrera de once años como dramaturgo en residencia en el Magic Theatre de San Francisco, donde su opereta "Minnie Mouse and the Tap-Dancing Buddha" tuvo una carrera prolongada. Hizo dos documentales para televisión -The Maze y September Blackberries– y apareció en varios largometrajes, incluidos The Last Waltz (1978) de Martin Scorsese, donde recita pasajes de Los cuentos de Canterbury; Beyond the Law (1968) de Norman Mailer; y  The Hired Hand (1971) de Peter Fonda.
Era un amigo cercano del cantante de The Doors, Jim Morrison, y generalmente se le reconoce como responsable de promover a Morrison como poeta. Realizó conciertos de poesía de palabras habladas con el tecladista de The Doors, Ray Manzarek, hasta la muerte de este último en 2013; publicaron varios álbumes de su trabajo. Su colaboración artística fue objeto del documental The Third Mind de William Tyler Smith. McClure también contribuyó con el epílogo de No One Here Gets Out Alive, la biografía seminal de The Doors de Jerry Hopkins y Danny Sugerman. También lanzó un álbum de su trabajo con el compositor minimalista Terry Riley, titulado I Like Your Eyes Liberty. Las canciones de McClure incluyen "Mercedes Benz", popularizada por Janis Joplin, y nuevas canciones interpretadas por Riders on the Storm, una banda compuesta por Manzarek y el guitarrista de The Doors, Robbie Krieger.
Sus escritos como periodista fueron incluidos en Rolling Stone, Vanity Fair, Los Angeles Times y San Francisco Chronicle. Recibió numerosos premios, entre ellos la beca Guggenheim, un Obie Award a la mejor obra, una beca NEA, el premio Alfred Jarry Award y una beca Rockefeller de dramaturgia. Además, fue incluido en el Salón de la Fama de Antiguos Alumnos de la Universidad Estatal de San Francisco en 2014. McClure permaneció activo como poeta, ensayista y dramaturgo hasta su muerte y vivió con su segunda esposa, Amy, en el área de la Bahía de San Francisco. Tuvo una hija de su primer matrimonio con la poeta Joanna McClure.
Murió de complicaciones relacionadas con un accidente cerebrovascular el 4 de mayo de 2020 en Oakland (California), a los ochenta y siete años.